# Гигантска анаконда
Извештаји о џиновским анакондама потичу још од открића Јужне Америке, када је наводно виђења анаконда дугачка чак 50 метара. Тада је наводно и нападала колонисте. Џиновска анаконда је предмет спора између зоолога и криптозоолога. Анаконде могу да нарасту дугачке од 6 метара и више. Тешке су око 150 килограма. Иако неки питони могу да нарасту и дужи, зелена анаконда је најтежа и највећа змија. Она је друга најдужа змија иза питона Ретикулатуса. Најдуже пронађене анаконде биле су дужине око 7,5 метара. Постоје тврдње о анакондама дугачким између 26 и 29 метара, иако су оне остале непотврђене.

## Историја
Прва џиновска анаконда била је виђена још у време открића Америке, када су европски истраживачи отишли у џунгле и тврдили су да су тамо видели змију дугачки 18 метара. Домороци су такође говорили да виде змије дуже од 10 метара. Анаконде које су дуже од 7 метара су јако ретке. Друштво за очување дивљих животиња је почетком 20. века понудило велику новчану награду (50000 америчких долара) ономе ко би ухватио змију дужу од 9 метара. Упркос бројним виђењима џиновских анаконди, никада није ухваћена анаконда дужа од 9 метара.